# Barrage W. A. C. Bennett
Le barrage W. A. C. Bennett est un aménagement hydroélectrique sur la rivière de la Paix, dans le nord-est de la Colombie-Britannique, au Canada. Son nom rend hommage à William Andrew Cecil Bennett, premier ministre de la Colombie-Britannique et père de BC Hydro, entreprise publique propriétaire de l'ouvrage. Il a été mis en service en 1968.

## Caractéristiques
Le complexe, comprend le barrage, un réservoir, le lac Williston, ainsi que la centrale Gordon M. Shrum, dont les dix groupes peuvent produire jusqu'à 2 730 mégawatts d'électricité. À raison d'une production moyenne de 13,1 térawatts-heures par année, cet aménagement hydroélectrique est le plus puissant en Colombie-Britannique, produisant à lui seul plus de 20 % de toute l'électricité consommée dans la province, en plus de figurer parmi les plus puissants au Canada, avec ceux de Robert-Bourassa, au Québec, et de Churchill Falls, au Labrador.